# Colonia Cerro Nanche
Colonia Cerro Nanche är en ort i Mexiko.   Den ligger i kommunen Xochistlahuaca och delstaten Guerrero, i den sydöstra delen av landet, 300 km söder om huvudstaden Mexico City. Colonia Cerro Nanche ligger 433 meter över havet och antalet invånare är 160.
Terrängen runt Colonia Cerro Nanche är huvudsakligen kuperad, men norrut är den bergig. Runt Colonia Cerro Nanche är det ganska glesbefolkat, med 50 invånare per kvadratkilometer. Närmaste större samhälle är Tlacoachistlahuaca, 13,1 km väster om Colonia Cerro Nanche. Omgivningarna runt Colonia Cerro Nanche är en mosaik av jordbruksmark och naturlig växtlighet.